# Aéroport d'Ibiza
Pour les articles homonymes, voir IBZ.
L'aéroport d'Ibiza (code IATA : IBZ • code OACI : LEIB ; en catalan : Aeroport d'Eivissa) est l'aéroport international desservant les îles d'Ibiza et de Formentera aux Baléares. Utilisé par 95 % des voyageurs qui arrivent ou partent à partir de ces deux îles, il se trouve à 7,5 km au sud-ouest de la ville d'Ibiza, à Sant Josep de sa Talaia.
Son trafic dépend de la saison touristique qui s'étend durant six mois autour de l'été (de mai à octobre) et représente 85 % du trafic total. L'aéroport offre tout au long de l'année des horaires de vols inter-îles et avec le continent, avec des liaisons opérant avec les hubs d'affaires, tel que Barcelone, Madrid et Palma de Majorque.

## Histoire

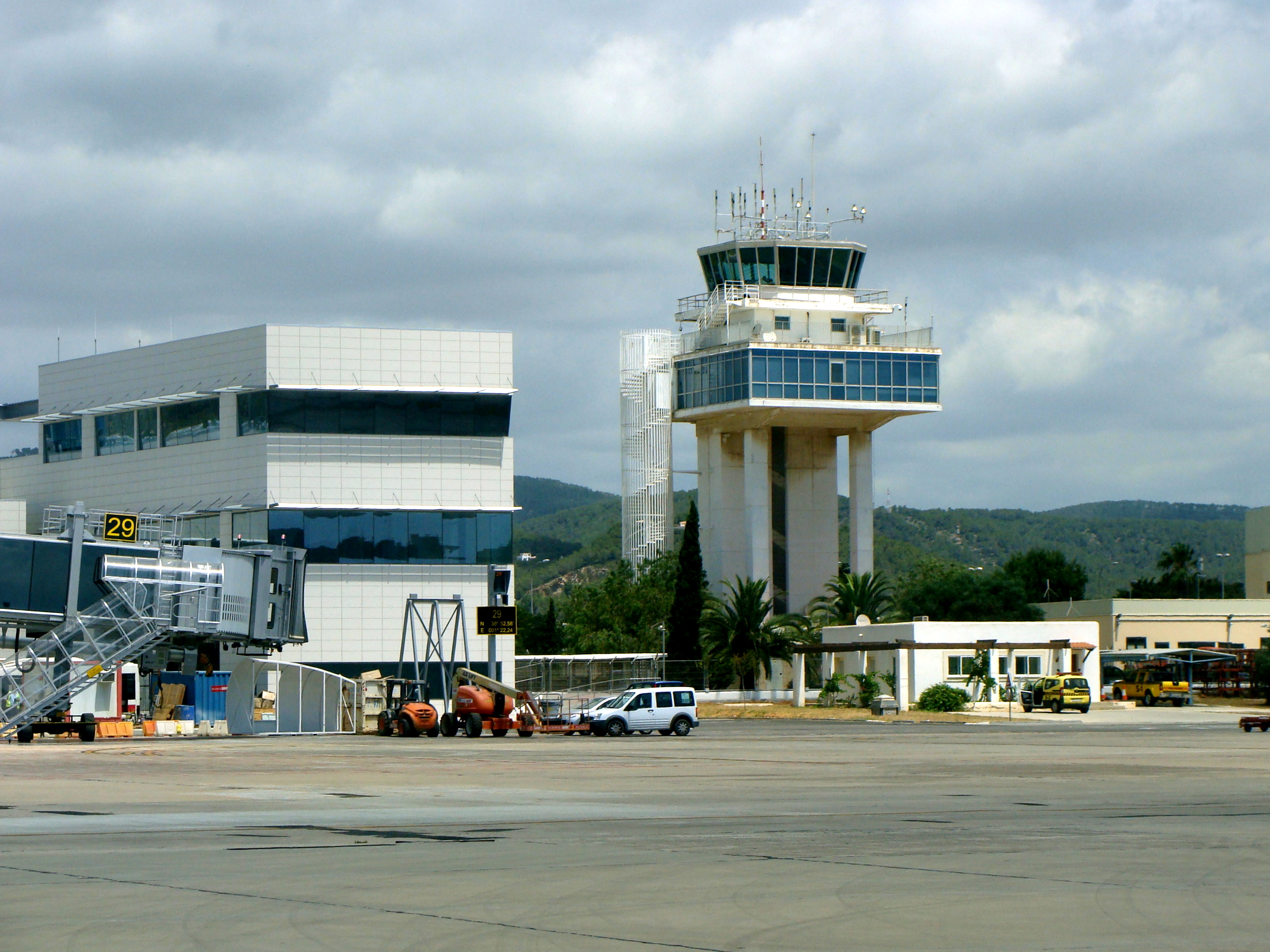
La tour de contrôle.

Dans un premier temps, l'aéroport a été utilisé comme un aéroport provisoirement militaire pendant la Guerre d'Espagne puis resta ouvert après le conflit pour être utilisé en tant qu'aéroport d'urgence.
En 1949, le site a été utilisé pour des vols touristiques nationaux et internationaux, mais a été ensuite fermé de 1951 à 1958.

## Situation
| \| 100 km1:11 216 000 \| Alicante Almería Andorre Badajoz Barcelone Bilbao Burgos León Castellón · de la Plana Ceuta Gérone Grenade Ibiza Jerez La Corogne Lleida Logroño Madrid Málaga Melilla Minorque Murcie Oviédo Palma de · Majorque Pampelune Reus Sabadell Saint-Jacques Saint-Sébastien Salamanque Santander Saragosse Séville Valence Valladolid Vigo Vitoria |
| 100 km1:11 216 000 |

Voir les Îles Canaries

## Statistiques
|                         | Nombre de Passagers | Nombre d'acheminements |
| ----------------------- | ------------------- | ---------------------- |
| 1997                    | 3 556 828           |                        |
| 1998                    | 3 780 181           |                        |
| 1999                    | 4 185 633           | 45 959                 |
| 2000                    | 4 475 708           | 52 544                 |
| 2001                    | 4 472 279           | 52 079                 |
| 2002                    | 4 094 446           | 48 344                 |
| 2003                    | 4 157 291           | 47 990                 |
| 2004                    | 4 171 580           | 48 798                 |
| 2005                    | 4 164 703           | 49 603                 |
| 2006                    | 4 460 143           | 54 146                 |
| 2007                    | 4 765 625           | 57 855                 |
| 2008                    | 4 647 360           | 57 233                 |
| 2009                    | 4 572 819           | 53 552                 |
| 2010                    | 5 040 800           | 56 988                 |
| 2011                    | 5 643 180           | 61 768                 |
| Source: Aena Statistics |                     |                        |

## Compagnies et destinations
| Compagnies                    | Destinations |
| ----------------------------- | --- |
| Aegean Airlines               | En saison : Athènes E.-Venizélos |
| Air Europa                    | Madrid-Barajas, Palma de Majorque En saison: Bilbao |
| Air France                    | En saison : Paris-Charles de Gaulle, Paris-Orly |
| ASL Fly Executive             | En saison : Anvers |
| Aurigny                       | En saison: Guernesey |
| Austrian Airlines             | En saison : Vienne-Schwechat |
| Binter Canarias               | En saison : Las Palmas/Gran Canaria |
| Blue Islands                  | En saison : Jersey |
| British Airways               | Londres-City En saison : Londres-Gatwick, Londres-Heathrow |
| Brussels Airlines             | En saison : Bruxelles-National |
| Chair Airlines                | En saison: Zurich |
| Condor                        | En saison : Francfort, Munich-F. J. Strauß, Zurich |
| Corendon Dutch Airlines       | En saison: Amsterdam |
| easyJet                       | En saison : - Amsterdam, - Belfast, - Berlin-Brandebourg, - Bordeaux-Mérignac, - Bristol, - Lisbonne-H. Delgado, - Londres-Gatwick, - Londres-Luton, - Lyon-Saint-Exupéry, - Manchester, - Milan-Malpensa, - Nantes-Atlantique, - Naples-Capodichino, - Nice-Côte d'Azur, - Paris-Charles de Gaulle, - Porto-F. Sá-Carneiro, - Toulouse-Blagnac, - Venise - Marco Polo |
| easyJet Switzerland           | En saison : Bâle-Mulhouse, Genève-Cointrin |
| Edelweiss Air                 | En saison : Zurich |
| Eurowings                     | Düsseldorf En saison : Berlin-Brandebourg, Cologne/Bonn-K. Adenauer, Hambourg-H.-Schmidt, Salzbourg-W. A. Mozart, Stuttgart |
| Eurowings Discover            | En saison : Francfort, Munich-F. J. Strauß |
| Iberia                        | Alicante-Elche, Palma de Majorque, Valence En saison : León, Malaga-Costa del Sol, Minorque-Mahón, Valladolid, Vigo-Peinador |
| Iberia Express                | Madrid-Barajas |
| Jet2.com                      | En saison : - Belfast, - Birmingham, - Bristol, - East Midlands, - Édimbourg, - Glasgow, - Leeds-Bradford, - Londres-Stansted, - Manchester, - Newcastle |
| KLM                           | En saison : Amsterdam |
| Lufthansa                     | En saison : Francfort, Munich-F. J. Strauß |
| Luxair                        | En saison : Luxembourg-Findel |
| Neos                          | En saison : Bologne-Borgo Panigale, Milan-Malpensa, Vérone - Villafranca |
| Norwegian Air Shuttle         | En saison : Oslo-Gardermoen |
| People's                      | En saison : Altenrhein |
| Ryanair                       | Barcelone-El Prat, Madrid-Barajas, Malaga-Costa del Sol, Séville-San Pablo, Valence En saison : - Alicante-Elche, - Bari-Karol Wojtyła, - Bergame-Orio al Serio, - Billund, - Birmingham, - Bologne-Borgo Panigale, - Bristol, - Charleroi Bruxelles-Sud, - Dublin, - Édimbourg, - Eindhoven, - Francfort-Hahn, - Leeds-Bradford, - Liverpool-J.-Lennon, - Londres-Stansted, - Manchester, - Marseille-Provence, - Newcastle, - Nuremberg-A. Dürer, - Paris-Beauvais, - Pise-Galileo Galilei, - Rome Léonard-de-Vinci/Fiumicino, - Séville-San Pablo, - Trévise-Sant'Angelo, - Toulouse-Blagnac, - Turin S.-Pertini (Caselle), - Vienne-Schwechat, - Weeze |
| Scandinavian Airlines         | En saison : Stockholm-Arlanda |
| SkyAlps                       | En saison charter : Bolzano |
| Smartwings                    | En saison charter: Prague-Václav-Havel |
| Swiss International Air Lines | En saison : Genève-Cointrin |
| TAP Air Portugal              | En saison : Lisbonne-H. Delgado |
| Transavia                     | Amsterdam, Eindhoven En saison: Bruxelles-National, Rotterdam-La Haye |
| Transavia France              | En saison: Paris-Orly |
| TUI Airways                   | En saison : - Belfast, - Birmingham, - Bournemouth, - Bristol, - Cardiff-Rhoose, - East Midlands, - Édimbourg, - Glasgow, - Londres-Gatwick, - Londres-Stansted, - Manchester, - Newcastle, - Norwich En saison charter : Dublin |
| TUI fly Belgium               | En saison : Anvers, Bruxelles-National, Ostende-Bruges |
| TUI fly Deutschland           | En saison : Düsseldorf, Hanovre |
| TUI fly Netherlands           | En saison : Amsterdam |
| Uep Fly                       | Minorque-Mahón, Palma de Majorque |
| Volotea                       | En saison : Bilbao, Oviédo-Asturies, Santander-S. Ballesteros " |
| Vueling                       | - Alicante-Elche, - Barcelone-El Prat, - Bilbao, - Madrid-Barajas, - Malaga-Costa del Sol, - Paris-Orly, - Séville-San Pablo, - Valence En saison : - Amsterdam, - Genève-Cointrin, - Lisbonne-H. Delgado, - Milan-Malpensa, - Oviédo-Asturies, - Rome Léonard-de-Vinci/Fiumicino, - Saint-Jacques-de-Compostelle |
| Wizz Air                      | En saison : Katowice-Pyrzowice, Naples-Capodichino, Rome Léonard-de-Vinci/Fiumicino |

Édité le 08/03/2018  Actualisé le 27/04/2023